# Helmut Grube (Admiral)
Helmut Grube (* 7. Mai 1893; † 1978) war ein deutscher Ingenieur und Konteradmiral (Ing.) der Kriegsmarine.

## Leben
Helmut Grube trat im Oktober 1912 in die Kaiserliche Marine ein. Bis Oktober 1915 diente er auf der Preußen und kam dann bis September 1916 an die Ingenieur- und Deckoffizier-Schule. Anschließend war er bis Juli 1917 auf dem Torpedoboot V 77 und wurde auf die Fürst Bismarck kommandiert. Von hier kam er im März 1918 zum Unterseebootsabteilung und wurde hier am 1. Juli 1918 zum Marine-Ingenieuroberaspirant ernannt.
Am 16. Dezember 1919 wurde er zum Leutnant (Ing.) befördert.
Später wurde er in die Reichsmarine übernommen und hier am 1. Juli 1921 erst zum Oberleutnant (Ing.) und dann am 1. Januar 1925 zum Kapitänleutnant (Ing.). Am 1. November 1931 zum Korvettenkapitän des Marineingenieurwesens ernannt, war er als Leitender Ingenieur auf der Karlsruhe eingesetzt.
In der Kriegsmarine wurde er am 1. April 1936 zum Fregattenkapitän des Marineingenieurwesens befördert und war im gleichen Jahr als Referent an der Schiffsmaschinen-Inspektion in Wilhelmshaven. Von November 1939 bis Anfang Januar 1941 war er Chef des Stabes des Erprobungskommando für Kriegsschiffneubauten. 1942 erfolgte seiner Beförderung zum Konteradmiral (Ing.).
Von Februar 1945 an war er bis Kriegsende Chef des Erprobungskommando für Kriegsschiffneubauten.